# Прво намесништво (1839—1840)
Прво намесништво владало је Кнежевином Србијом у име тада смртно болесног кнеза Милана, а касније у име малолетног Михаила Обреновића, током осам месеци, између јуна 1839. и марта 1840. године. Чинили су га Аврам Петронијевић, Тома Вучић Перишић и Јеврем Обреновић.

## Позадина
Милошева абдикација везана је за неуспешну Јованову буну. Опозиција је дошла на идеју да кнеза преко Скупштине примора на абдикацију, јер није могао да се помири са уставним поретком. Вучић је подстакао народ да се не разилази док се не утврди покретач буне. Вршио је притисак и на Савет који се није одмах сложио са оваквим поступцима. Притиснут Вучићем и народом који га је пратио, Савет је позвао депутате за Народну скупштину. Она је одржана 12. јуна и то је прва Скупштина на којој кнез није присуствовао. На њој су се чули повици да се кнез каменује уколико не поднесе оставку. Кнез је решио да да оставку јер се налазио у безизлазној ситуацији. Акт којим је препустио власт своме старијем сину Милану објављен је у Новинама србским на дан његовог напуштања земље.

## Владавина Намесништва
Милоша је на престолу наследио двадесетогодишњи син Милан. Он је одавно већ био тешко болестан од туберкулозе, те је одређено Намесништво кога су чинили Аврам Петронијевић, Тома Вучић Перишић и Милошев брат Јеврем Обреновић. Милан је био наклоњен Милошевим противницима. Међутим, на престолу се није успео дуго одржати. Остао је упамћен као српски владар са најкраћом владавином. Трајала је свега 26 дана (13. јун – 8. јул 1839), за којих кнез Милан није стигао да потпише ниједан акт. Требало је да га наследи млађи брат Михаило (рођен 1823), али се он налазио у Влашкој код свог оца. Милош се и даље надао да ће се вратити на престо, па дуже време није пуштао Михаила од себе. Михаило се у Србији појавио тек осам месеци након смрти свога брата. За то време земљом је владало Намесништво. Јеврем није имао нарочитог утицаја. Период владавине намесништва може се сматрати периодом владавине уставобранитеља, јер Петронијевић и Вучић су представљали вође ове струје. У Србији су тако створене прве јаче политички издиференциране струје: обреновићевци и уставобранитељи.
Уставобранитељима називамо странку која је извојевала Устав из 1838. године, оборила кнеза Милоша 1839, а Михаила 1842. године. На њихов престо довела је Карађорђевог сина Александра и под његовим именом владала Србијом до 1858. године. Уставобранитељски режим поклапа се углавном са владавином кнеза Александра. Вође покрета били су: Тома Вучић Перишић, Аврам Петронијевић, браћа Симићи, Алекса и Стојан, Милутин Гарашанин и његов син Илија. Назив „уставобранитељи“ на себе су узели још током борбе са кнезом Милошем. Говорили су да се не буне против кнеза, већ да од њега бране устав. Међутим, вође уставобранитеља, попут Вучића, нису били никакви реформатори. Он је знао да диже буну, али не и шта се треба радити након буне. Због тога му је пријатније било у опозицији. Сличних особина био је и кнез Александар. Иза њих се, међутим, крио нов нараштај који тражи реформе и не жели да чује за кнежев апсолутизам. Овај нараштај одрастао је под Милошевом, а не под турском владавином. Старије генерације нису тражиле ништа више од тога да њима не влада турски паша. Оне су лако подносиле Милошев деспотизам сматрајући да је он много мање зло од живота под дахијама или Сулејман-пашом Скопљаком. Нови нараштај о томе је знао само из прича. Реформаторске идеје, дакле, не потичу од вођа уставобранитеља, већ од Срба из Аустрије. Они су настојали да се изборе за обезбеђење приватног живота грађана (правним нормама) и да ограниче власт кнеза. Обреновићевци су били присталице династије Обреновић. Они након 1839. године нису јединствени, већ се деле на присталице свргнутог кнеза и присталице његовог сина Михаила. Слаба страна ове политичке струје била је та што нису имали водећу личност, већ су се ослањали на Милоша (који је био ван земље) и Михаила. Јеврем Обреновић није имао великог утицаја у Намесништву.
Спољнополитичка ситуација након Милошеве абдикације била је веома повољна за противнике Обреновића. Уставобранитељско Намесништво подржавали су Руси и Порта. Савет је добио превласт у управи над земљом, што је била и припрема за ограничење власти будућег кнеза Михаила. Током своје осмомесечне владавине, Намесништво је позвало Карађорђеву удовицу Јелену са сином Александром да се врате у земљу и чак је почело пропагирати Александров долазак на престо. Намесништво током читаве владавине ради на томе да ослаби обреновићевску струју и припреми терен за уставобранитељску власт. Током намесничке владавине донето је око 30 закона и уредаба. Одржана је 1839. године Скупштина на којој су донесене одлуке да се неки обреновићевци избаце из државне управе. Донети су и захтеви којима су се уставобранитељи додворивали Порти. Тражено је да се казне виновници буне господара Јована. Важна одлука Намесништва јесте смањење пореза са 6 на 5 талира. Милош је одредио висину пореза на 6 талира. Народ је на порез гледао као на ропски намет још из времена турске владавине. Смањењем пореза, Намесништво је популарисало уставобранитељски покрет. Такође, оно је дозволило узимање зајмова из државне касе у износу од најмање 50 дуката са ниским интересом од 6%. Уставобранитељи воде живу агитацију против Обреновића, у чему се посебно истакао Вучић пред сељачким масама и стајаћом војском. За нове чиновнике постављани су људи верни уставобранитељима. Намесништво је саставило комисију чији је задатак био да народу протумачи устав и нове уредбе; комисија је у ствари агитовала за уставобранитеље и придобијала људе за избор Александра за новог кнеза. У време доласка Михаила у земљу, уставобранитељи су имали већ дубоке корене у народу, што им је омогућило да наставе борбу одмах по кнежевом ступању на престо.